# Pozo El Terrerón
El pozo El Terrerón (también conocido como Mosquitera II), es un pozo de carbón de hulla, ya clausurado, situado en Tuilla, en el municipio asturiano de Langreo, España. Los elementos del pozo (castillete, casa de máquinas y casa de aseos/oficinas) están incluidos en el Plan Territorial Especial de Recuperación de los Terrenos de Hunosa en las Cuencas Mineras para su recuperación y conservación, así como en el Inventario Cultural del Principado.

## Historia
El municipio de Langreo, y Tuilla en particular, fue una de las primeras zonas donde se extrajo carbón mineral en España, una actividad que concluyó definitivamente en 2018.
La zona de esta mina se explotaba bajo la denominación de Grupo Mosquitera en el siglo XIX y más tarde bajo la denominación de Unión Hullera y Metalúrgica de Asturias. El Terrerón se explota desde 1926 aunque no fue hasta 1950 cuando se acometió su ampliación y construcción del castillete actual para alcanzar una importante profundidad. Lo hizo la empresa siderúrgica Duro Felguera, que utilizaba el carbón para sus altos hornos de La Felguera, en el mismo municipio de Langreo. Este fue el penúltimo pozo minero que la empresa profundizó para su explotación, al que seguiría el Venturo.

## Descripción

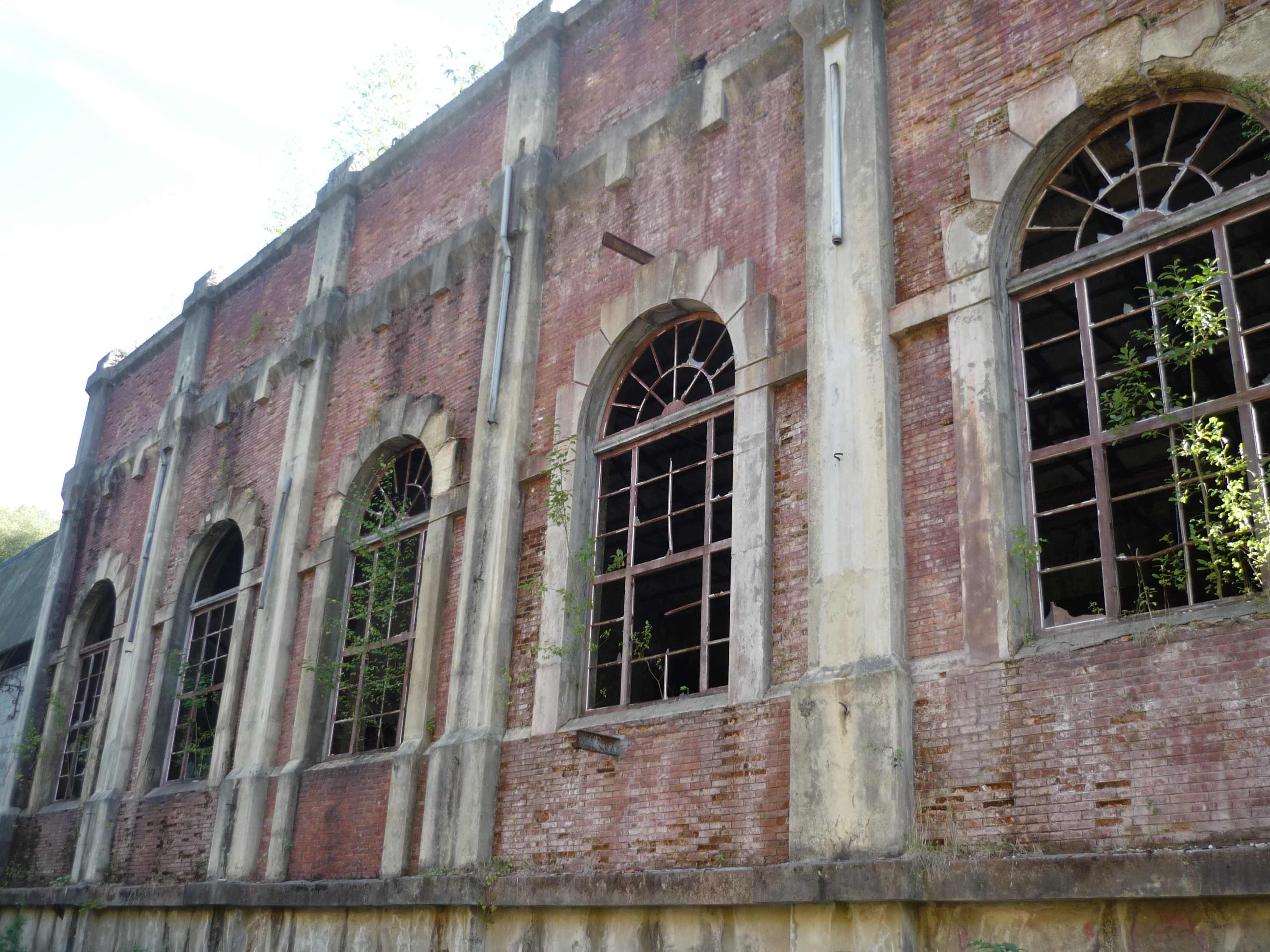
Detalle de la Casa de Máquinas

El pozo también recibe el nombre de Mosquitera II pues era el segundo pozo, o auxiliar, del Grupo Mosquitera, repartido entre los concejos de Langreo y Siero.
Son tres los principales restos del pozo conservados: el castillete, actualmente rehabilitado, la casa de máquinas y la casa de aseo y oficinas. La casa de máquinas preseta mal estado de conservación y las oficinas y aseos se han derrumbado parcialmente en los últimos años.
El castillete fue construido en 1950. El edificio que aloja la maquinaria de extracción y compresores se levantó en 1950, siendo un elegante inmueble de amplias dimensiones y cubierta a dos aguas. El exterior se decora con pilastras, capiteles y numerosos y amplios vanos de medio punto con líneas de imposta decorativas y un voluminoso frontón. La fachada es de ladrillo visto, recurso utilizado habitualmente por la empresa Duro Felguera.
El edificio que corresponde a la casa de aseo y oficinas se construyó entre 1932 y 1950. La edificación tiene dos alturas y está cubierta a cuatro aguas. En el exterior se repite un juego de vanos de medio punto y pilastras, como en la casa de máquinas, aunque de distinto diseño. Los materiales no son tan buenos como lo de la casa de máquinas, destacando la piedra concertada y los entrepaños de ladrillo.